# Donkere kommazweefvlieg
De donkere kommazweefvlieg (Eupeodes nielseni) is een vliegensoort uit de familie van de zweefvliegen (Syrphidae). De wetenschappelijke naam van de soort is voor het eerst geldig gepubliceerd in 1976 door Dusek & Laska.